# Ротштейн, Эндрю
Эндрю Ротштейн (англ. Andrew Rothstein, 1898 — 1994) — британский журналист, член Коммунистической партии Великобритании (КПВБ).

## Биография
Родился в семье политических эмигрантов еврейского происхождения, отец — Ф. А. Ротштейн. Получив стипендию Совета лондонского графства, Эндрю Ротштейн изучал историю в Оксфорде и служил в Оксфордширской и Бакингемширской лёгкой пехоте и в Хэмпширском йоменском полку с 1917 по 1919. Он был капралом, когда обнаружил, что его подразделение вот-вот отправят в Архангельск, куда были отправлены британские войска участия в интервенции. Участвовал в забастовке, в результате чего только один солдат из его подразделения согласился отправиться; впоследствии опишет эти события в труде «Soldiers' Strikes of 1919».
Являлся одним из основателей Коммунистической партии в 1920 и был человеком, который привлёк Тома Уинтрингема для коммунистического дела, также сотрудничал с С. Э. Панкхёрст. Когда вернулся в Оксфорд, обнаружил, что его лишили армейского гранта, и поэтому он не смог продолжать исследования в аспирантуре. Впоследствии выяснилось, что это были происки лорда Д. Н. Керзона. По завершении университетского образования в 1921 стал лондонским корреспондентом РОСТА, затем ТАСС. Регулярно писал статьи для партии, рабочего движения, в том числе в качестве корреспондента советского информационного агентства под псевдонимом C. M. Roebuck. На VIII съезде КПВБ он был избран в Исполнительный комитет и Политбюро, но исключён из последнего после шести лет членства, когда XI съезд в декабре 1929 избрал левый уклон. Ротштейн был «категорически против» новой линии, но оказался назначен заместителем главы англо-американского отдела Красного Интернационала профсоюзов и проработал на этом посту 18 месяцев, базируясь в Москве. С 1920 по 1945 являлся сотрудником пресс-службы первой советской миссии в Великобритании, а затем корреспондентом советского агентства печати ТАСС в Лондоне, Женеве и других местах.
Был президентом Ассоциации иностранной прессы с 1943 по 1950, а после войны был лондонским корреспондентом чехословацкой профсоюзной газеты «Práce» («Труд») до 1970. С 1946 читал лекции в Школе славянских языков при Лондонском университете, но был уволен по ложным основаниям в 1950, что являлось отголоском маккартизма. В этот период он опубликовал «Историю СССР» (1950) и «Мирное сосуществование» (1955). Перевёл многие марксистские тексты с русского на английский; например, «В защиту материализма» Плеханова, отрывки из Собрания сочинений Ленина, отчёт о заседании редакции газеты «Пролетарий» в 1909, и другие.
Получил советскую пенсию в 1970 году и после официального выхода на пенсию был председателем Мемориальной библиотеки Маркса и заместителем председателя Общества британо-советской дружбы. В 1980-х вместе с Робином Пейджем Арно, другим ветераном-коммунистом, написал статью под названием «Коммунистическая партия Великобритании и еврокоммунизм в политических делах КП США» (англ. The British Communist Party and Euro-Communism for the CPUSA's Political Affairs), опубликованную в октябре 1985, в которой утверждалось, что кризис британского коммунизма был сфабрикованным. Он гордился тем, что в 1988 году получил первую карточку воссозданной Коммунистической партии Британии. Его последняя опубликованная статья была опубликована летом 1991 года в «Коммунистическом обозрении» КПБ о британских коммунистах и Коминтерне в 1919–1929 годах.